# 擬淵燈鮭
擬淵燈鮭（學名：Bathylychnops exilis）為輻鰭魚綱水珍魚目後肛魚科的其中一種，為深海魚類，分布於東大西洋亞速群島外海及東北太平洋美國加州中部至加拿大卑詩省海域，深度0-640公尺，體長可達50公分，棲息在大洋區，會進行垂直性洄游，生活習性不明。